# Danuta Wodyńska

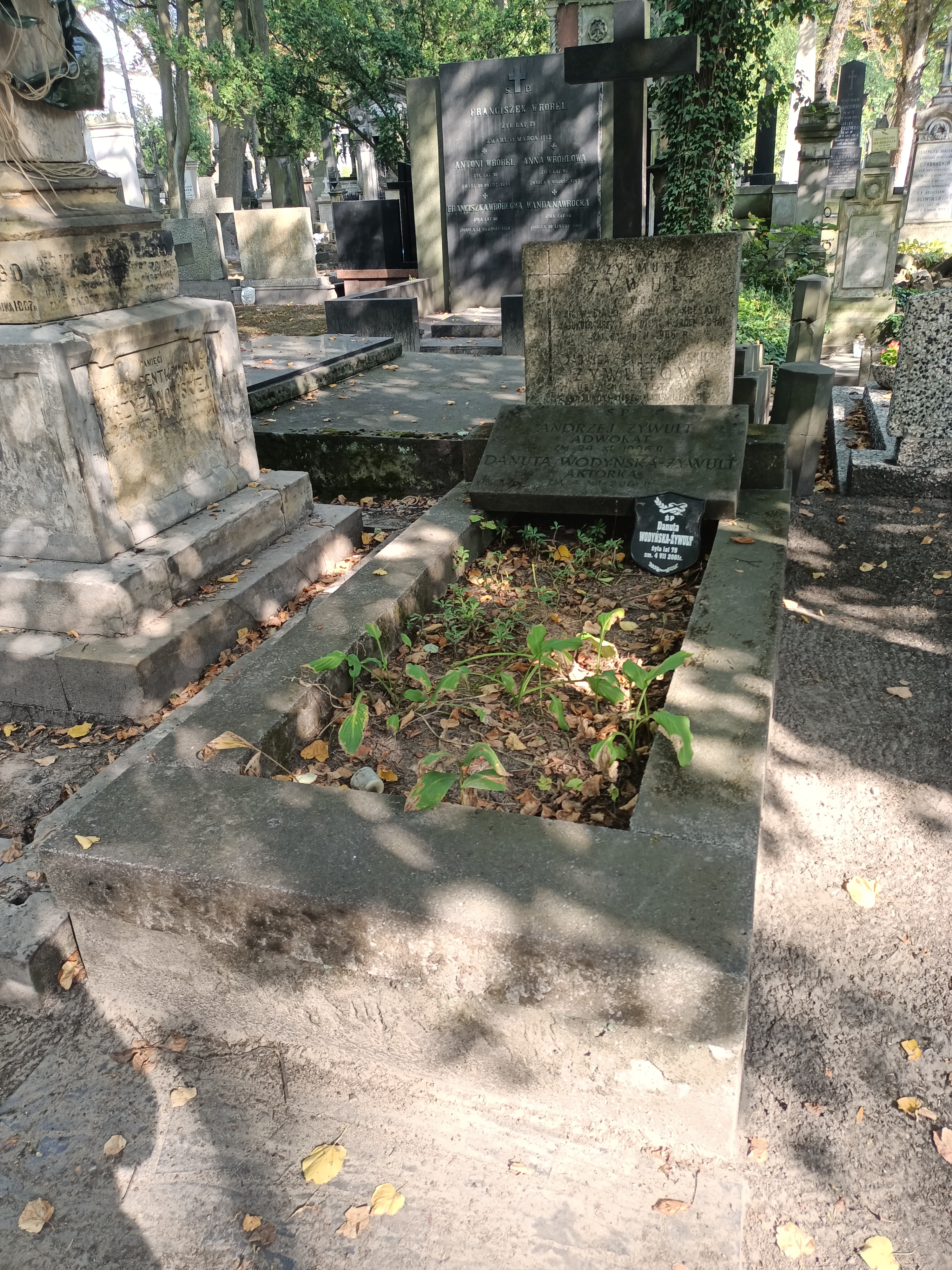
Grób Danuty Wodyńskiej-Żywult na Cmentarzu Powązkowskim

Danuta Wodyńska (ur. 31 maja 1922 we Lwowie, zm. 4 lipca 2001 w Warszawie) – polska aktorka teatralna, filmowa i telewizyjna.

## Życiorys
Właściwie Krystyna Danuta Wodyńska- Żywult. Urodziła się 31 maja 1922 we Lwowie jako jedyne dziecko aktorki Janiny Wodyńskiej i artysty malarza oraz scenografa Józefa Wodyńskiego. W 1938 roku ukończyła gimnazjum Juliusza Słowackiego w Warszawie i w tym samym roku rozpoczęła studia aktorskie W Państwowym Instytucie Sztuki Teatralnej. Podczas wojny brała czynny udział w powstaniu warszawskim jako łączniczka. Po upadku warszawskiej Starówki została wraz z rodzicami przewieziona do Oświęcimia, stamtąd trafiła do obozu koncentracyjnego Mittweida w Saksonii. Podczas ewakuacji obozu uciekła z transportu.
W 1943 ukończyła Podziemny Instytut Sztuki. Po wojnie występowała na deskach Teatrów Dramatycznych w Częstochowie (1945–1947) oraz na scenach warszawskich: Teatru Klasycznego (1948–1949) i Teatru Narodowego (1949–1989).
Występowała w Radiowym teatrze „Eterek” oraz w Kabarecie Starszych Panów.
Grała również w Teatrze Telewizji, m.in. w spektaklach: Pani Williams i pioruny Marka Twaina w reż. Marka Tadeusza Nowakowskiego (1957), Grona gniewu Johna Steinbecka w reż. Jerzego Gruzy (1957), Martwe dusze Nikołaja Gogola w reż. Zygmunta Hübnera (1966), Nie igra się z miłością Alfreda de Musseta w reż. Maryny Broniewskiej (1967), Yerma Federico García Lorca w reż. Aleksandra Bardiniego (1968), Baron Munchhausen Bohumila Hrabala w reż. Zygmunta Hübnera (1969), Rzecz listopadowa Ernesta Brylla w reż. Zbigniewa Kuźmińskiego (1970), Klara i Angelika Marii Dąbrowskiej w reż. Ireneusza Kanickiego (1971), Cezar i Kleopatra George’a Bernarda Shawa w reż. Jerzego Gruzy (1972) oraz w Sławie i chwale Jarosława Iwaszkiewicza w reż. Lidii Zamkow jako Potelos-Szuszkiewicz (1974), Brutalnej grze Francisa Durbridge’a w reż. Anny Minkiewicz jako Freda Lincoln (1976), Akcji „Szarotka” Andrzeja Zakrzewskiego w reż. autora jako gospodyni (1977) i Alicji w krainie czarów Lewisa Carrolla w reż. Macieja de Korczak Leszczyńskiego jako kucharka (1995).
Danuta Wodyńska była także uznanym pedagogiem: najpierw jako asystentka aktorki Janiny Romanówny w PWST w Warszawie, potem jako docent na tej uczelni prowadzący zajęcia z dykcji i wyrazistości mowy.

## Filmografia (wybór)
- Pokolenie (1954) – Franusiowa, sąsiadka Stacha
- Zamach (1958) – właścicielka piwnicy, miejsca spotkań grupy
- Zezowate szczęście (1960) – Julcia, służąca Wrona-Wrońskich
- Dziś w nocy umrze miasto (1961) – (Kirstie)
- Gangsterzy i filantropi (1962) – gosposia sędziego (cz. 1. Profesor)
- Kryptonim Nektar  (1963) – sprzedawczyni napojów
- Wiano (1963) – Kobuzowa, matka Ulki
- Lekarstwo na miłość (1965) – kasjerka w banku
- Wojna domowa (serial telewizyjny) (1965–1966):

● odc. 4. Pierwszy dzień – pani Jadzia, ekspedientka w sklepie spożywczym,
● odc. 14. Nowy nabytek – chłopka w pociągu
- Kochankowie z Marony (1966) – siostra Eufrozyna Pogorzelska
- Ktokolwiek wie... (1966) – praczka dziennikarza
- Szach i mat! z cyklu Opowieści niezwykłe (1967) – matka Angeliki
- Hrabina Cosel (1968) – marszałkowa Bielińska, matka hrabiny Denhoffowej
- Hrabina Cosel (1968) – marszałkowa Bielińska, matka hrabiny Denhoffowej (odc. 3)
- Nowy (1969) – pani w kolejce do laboratorium
- Album polski (1970) – kobieta jadąca do Częstochowy
- Brzezina (1970) – Katarzyna, służąca Bolesława
- Legenda (1970) – sąsiadka Stawicka
- Lokis. Rękopis profesora Wittembacha (1970) – Żdanowa, pielęgniarka hrabiny Szemiotowej
- Motodrama (1971) – urzędniczka pocztowa
- Wielka miłość Balzaka (serial telewizyjny) (1973) – przełożona klasztoru wizytek (odc. 6. Linoskoczki)
- Awans (1974) – Zakalicha, matka Malwiny
- Wiosna panie sierżancie (1974) – Michnikowa, matka „Szczygła”
- Ziemia obiecana (1974) – Mullerowa, matka Mady
- Noce i dnie (1975) – (Klimecka)
- Obrazki z życia  (1975) – urzędniczka (odc. 6. Sprawa mydła)
- 40-latek (serial telewizyjny) (1976) – gość na przyjęciu u Powroźnych (odc. 15. Kosztowny drobiazg, czyli rewizyta)
- Polskie drogi (serial telewizyjny) (1976) – Tereska, gospodyni księdza Pycnika (odc. 2. Obywatele GG)
- Za rok, za dzień, za chwilę... (1976) – Mary, pasażerka na statku
- Skradziona kolekcja (1979) – pielęgniarka
- Dom (serial telewizyjny) (1980) – handlarka na bazarze (odc. 6. Nosić swoją skórę)
- Jan Serce (serial telewizyjny) (1981) – Genowefa, żona Rajmunda (odc. 6. Chłopaki)
- 5 dni z życia emeryta (serial telewizyjny) (1984) – plotkarka pod sklepem mięsnym (odc. 1. Śmierć pana Kaliny i odc. 2. Wspomnienia rodzinne)
- Cudzoziemka (1986) – ciotka Adama na ślubie
- W labiryncie (serial telewizyjny) (1988–1990) – Karasek, kobieta wynajmująca pokoje
- Gorzka miłość (serial telewizyjny) (1989) – ciotka księżnej (odc. 2. Pałac)
- Modrzejewska (serial telewizyjny) (1989) – Teresa Goltz, ciotka Modrzejewskiej (odc. 1. Początek)
- Femina (1990) – nauczycielka Bogny
- Marie Curie. Une femme honorable (1990) – właścicielka biura pośrednictwa pracy
- Sprawa kobiet (Le violeur impuni) (1992) – wariatka na posterunku policji

## Odznaczenia
- Medal 40-lecia Polski Ludowej (1985)